# Alex Marzano-Lesnevich
Alex Marzano-Lesnevich est une personnalité américaine non binaire, née le 26 novembre 1977. On lui doit les livres L'Empreinte et Both and Neither.

## Biographie

### Enfance et éducation
Alex Marzano-Lesnevich travaille dans le droit avant de se mettre à l'écriture. Marzano-Lesnevich a un frère et deux sœurs.

### L'Empreinte
En 2017, Marzano-Lesnevich publie L'Empreinte, un ouvrage écrit au féminin et mélangeant sa propre histoire et l'affaire criminelle de Ricky Langley. Au début du livre, nous sommes en juin 2003 et la narratrice en cours de formation à la faculté de droit de Harvard commence un stage de droit pénal à la Nouvelle-Orléans et découvre le cas de Ricky Langley, un meurtrier et pédophile condamné à mort puis à la prison à perpétuité en appel. Alors que Marzano-Lesnevich travaille dans une firme spécialisée dans le combat contre la peine de mort, elle se rend compte qu'elle trouve injuste que Langley y ait échappé.
Plusieurs années plus tard, l'avocate réquisitionne le dossier de Langley et décide de mener sa propre enquête. Elle fait le lien entre cette affaire et son grand-père maternel, qui a abusé sexuellement de ses sœurs et elle pendant leur enfance, ainsi qu'entre la mère de la victime et ses propres parents qui découvrent les abus et décident de les passer sous silence,.
Le livre reçoit le prix de la meilleure autobiographie lesbienne du 30e prix Lambda Literary, le prix Chautauqua, le Grand prix des lectrices de Elle, le Prix des libraires du Québec et le Prix France Inter-JDD,. Les droits sont rachetés par HBO,.

### Both and Neither
Alex Marzano-Lesnevich fait son coming-out de personne non-binaire après la publication de L'Empreinte et utilise le pronom They.
Après L'Empreinte, Marzano-Lesnevich reçoit une bourse du National Endowment for the Arts, de MacDowell Colony, de Yaddo et de la Bread Loaf Writers Conference. Marzano-Lesnevich prend un poste d'enseignement à l'université Bowdoin à Portland. Son prochain livre, intitulé Both and Neither, parle de transidentité et des identités non-binaires dans le monde et dans l'histoire. Un extrait du livre intitulé Body Language fait partie de l'anthologie The Best American Essays 2020.
Le 1er juin 2021, Marzano-Lesnevich publie X is the Best Letter in the Alphabet pour la série d'essais de The New York Times Magazine, sur l'histoire de cette lettre de l'alphabet. Le 13 juin de la même année, à nouveau dans le New York Times Magazine, Marzano-Lesnevich publie un essai intitulé The Healing Power of Queer coming-of-age stories sur la littérature young adult LGBT, inspiré par une conférence d'Angel Daniel Matos. Ce sujet est à nouveau discuté sur WNYC la même semaine.

## Œuvre

### Romans
- The Fact of a Body: A Murder and a Memoir, Roman, Flatiron, New York, 2017 (L'Empreinte, trad. d'Héloïse Esquié, 10/18, 2020[10]).
- Both and Neither, Roman, Doubleday, New York, 2023.

### Essai
- Body Language, In: The Best American Essays 2020, sous la direction d'André Aciman, Houghton Mifflin Harcourt, Boston, 2020.

## Prix et distinctions
- 2019 : prix du Livre Inter étranger[11]
- 2019 : prix de Chautauqua[12]
- 2019 : Lambda literary award for Lesbian Memoir
- 2019 : grand prix des lectrices de Elle-documents